# Scottish Premier Division 1991-1992
La Scottish Premier Division 1991-1992 è stata la 95ª edizione della massima serie del campionato scozzese di calcio, disputato tra il 10 agosto 1991 e il 2 maggio 1992 e concluso con la vittoria dei Rangers, al loro quarantaduesimo titolo, il quarto consecutivo.
Capocannoniere del torneo è stato Ally McCoist (Rangers) con 34 reti.

## Stagione

### Novità
Il numero di accessi in Coppa UEFA aumentò di uno, occupando il posto lasciato libero dalla soppressione della Germania Est.

### Formula
Con l'allargamento del lotto delle partecipanti a 12 venne reintrodotta la zona retrocessione, costituita dalle ultime due posizioni della classifica.
Le 12 squadre si affrontarono in match di andata-ritorno-andata-ritorno, per un totale di 44 giornate.

### Avvenimenti
Da un grande gruppo di squadre venutosi a formare nelle prime due giornate emersero gradualmente gli Hearts, soli al comando dopo sei gare e in grado di resistere agli attacchi dell'Aberdeen e dei campioni in carica dei Rangers, che prevalsero nello scontro diretto in programma alla tredicesima giornata. Recuperata la testa della graduatoria con l'inizio di novembre, gli Hearts mantennero il comando della classifica fino al nuovo anno quando i Rangers, rimasti sulla scia, piazzarono dapprima il sorpasso e, vincendo lo scontro diretto del 1º febbraio, cominciarono a prendere il largo. Grazie ad un vantaggio di otto punti sugli Hearts, nel frattempo raggiunti dal Celtic, i Rangers poterono mettere le mani sul quarantaduesimo titolo con due gare di anticipo.
L'accesso in Coppa UEFA spettò agli Hearts e al Celtic e ai vincitori della coppa di Lega dell'Hibernian. Assieme al Dunfermline, già ultimo nelle prime giornate e praticamente mai in gara per il resto del torneo, retrocesse in First Division un St. Mirren che perse il contatto con le concorrenti a metà stagione, uscendo dai giochi con quattro settimane di anticipo.

## Squadre partecipanti
| Club          | Stagione | Città       | Stadio            | Stagione precedente                           |
| ------------- | -------- | ----------- | ----------------- | --------------------------------------------- |
| Aberdeen      | dettagli | Aberdeen    | Pittodrie Stadium | 2º posto in Scottish Premier Division         |
| Airdrieonians | dettagli | Airdrie     | Broomfield Park   | 2º posto in Scottish First Division, promosso |
| Celtic        | dettagli | Glasgow     | Celtic Park       | 3º posto in Scottish Premier Division         |
| Dundee Utd    | dettagli | Dundee      | Tannadice Park    | 4º posto in Scottish Premier Division         |
| Dunfermline   | dettagli | Dunfermline | East End Park     | 8º posto in Scottish Premier Division         |
| Falkirk       | dettagli | Falkirk     | Brockville Park   | 1º posto in Scottish First Division, promosso |
| Hearts        | dettagli | Edimburgo   | Tynecastle Park   | 5º posto in Scottish Premier Division         |
| Hibernian     | dettagli | Edimburgo   | Easter Road       | 9º posto in Scottish Premier Division         |
| Motherwell    | dettagli | Motherwell  | Fir Park          | 6º posto in Scottish Premier Division         |
| Rangers       | dettagli | Glasgow     | Ibrox Park        | 1º posto in Scottish Premier Division         |
| St. Johnstone | dettagli | Perth       | McDiarmid Park    | 7º posto in Scottish Premier Division         |
| St. Mirren    | dettagli | Paisley     | Love Street       | 10º posto in Scottish Premier Division        |

## Classifica finale
Fonte:
|        | Pos. | Squadra       | Pt | G  | V  | N  | P  | GF  | GS | DR  |
| ------ | ---- | ------------- | -- | -- | -- | -- | -- | --- | -- | --- |
|        | 1.   | Rangers       | 72 | 44 | 33 | 6  | 5  | 101 | 31 | +70 |
|        | 2.   | Hearts        | 63 | 44 | 27 | 9  | 8  | 60  | 37 | +23 |
|        | 3.   | Celtic        | 62 | 44 | 26 | 10 | 8  | 88  | 42 | +46 |
|        | 4.   | Dundee Utd    | 51 | 44 | 19 | 13 | 12 | 66  | 50 | +16 |
| [ 12 ] | 5.   | Hibernian     | 49 | 44 | 16 | 17 | 11 | 53  | 45 | +8  |
|        | 6.   | Aberdeen      | 48 | 44 | 17 | 14 | 13 | 55  | 42 | +13 |
| [ 13 ] | 7.   | Airdrieonians | 36 | 44 | 13 | 10 | 21 | 50  | 70 | -20 |
|        | 8.   | St. Johnstone | 36 | 44 | 13 | 10 | 21 | 52  | 73 | -21 |
|        | 9.   | Falkirk       | 35 | 44 | 12 | 11 | 21 | 54  | 73 | -19 |
|        | 10.  | Motherwell    | 34 | 44 | 10 | 14 | 20 | 43  | 61 | -18 |
|        | 11.  | St. Mirren    | 24 | 44 | 6  | 12 | 26 | 33  | 73 | -40 |
|        | 12.  | Dunfermline   | 18 | 44 | 4  | 10 | 30 | 22  | 80 | -58 |

Legenda:
      Campione di Scozia e qualificata in UEFA Champions League 1992-1993.
      Qualificata alla Coppa delle Coppe 1992-1993.
      Qualificata alla Coppa UEFA 1992-1993.
      Retrocesso in Scottish First Division 1992-1993.
Regolamento:
Due punti a vittoria, uno a pareggio, zero a sconfitta.
A parità di punti, le posizioni in classifica venivano determinate sulla base della differenza reti.

## Statistiche

### Squadre

#### Capoliste solitarie
|    | —— | —— | —— | —— | ——     | ——     | ——     | ——     | ——  | ——     | ——     | ——  | ——  | ——  | ——     | ——     | ——     | ——     | ——     | ——     | ——     | ——     | ——     | ——     | ——     | ——     | ——     | ——  | ——      | ——      | ——      | ——      | ——      | ——      | ——      | ——      | ——      | ——      | ——      | ——      | ——      | ——      | ——      | —— |  |
|    |    |    |    |    | Hearts | Hearts | Hearts | Hearts |     | Hearts | Hearts | Ran |     |     | Hearts | Hearts | Hearts | Hearts | Hearts | Hearts | Hearts | Hearts | Hearts | Hearts | Hearts | Hearts | Hearts |     | Rangers | Rangers | Rangers | Rangers | Rangers | Rangers | Rangers | Rangers | Rangers | Rangers | Rangers | Rangers | Rangers | Rangers | Rangers |    |  |
|    |    |    |    |    |        |        |        |        |     |        |        |     |     |     |        |        |        |        |        |        |        |        |        |        |        |        |        |     |         |         |         |         |         |         |         |         |         |         |         |         |         |         |         |    |  |
|    |    |    |    |    |        |        |        |        |     |        |        |     |     |     |        |        |        |        |        |        |        |        |        |        |        |        |        |     |         |         |         |         |         |         |         |         |         |         |         |         |         |         |         |    |  |
| 1ª | 2ª | 3ª | 4ª | 5ª | 6ª     | 7ª     | 8ª     | 9ª     | 10ª | 11ª    | 12ª    | 13ª | 14ª | 15ª | 16ª    | 17ª    | 18ª    | 19ª    | 20ª    | 21ª    | 22ª    | 23ª    | 24ª    | 25ª    | 26ª    | 27ª    | 28ª    | 29ª | 30ª     | 31ª     | 32ª     | 33ª     | 34ª     | 35ª     | 36ª     | 37ª     | 38ª     | 39ª     | 40ª     | 41ª     | 42ª     | 43ª     | 44ª     |    |  |